# احمد سیهان حازمی
احمد سیهان حازمی بن محمد (انگلیسی: Syihan Hazmi؛ زادهٔ ۲۲ فوریهٔ ۱۹۹۶) بازیکن فوتبال اهل مالزی است.
از باشگاه‌هایی که در آن بازی کرده‌است می‌توان به اشاره کرد.
وی همچنین در تیم‌های ملی فوتبال امید و بزرگسالان مالزی بازی کرده‌است.